# Bitter Sweet - Ingredienti d'amore
Bitter Sweet - Ingredienti d'amore (Dolunay) è un serial televisivo turco composto da 26 episodi, trasmesso su Star TV dal 4 luglio al 31 dicembre 2017.
In Italia la serie è andata in onda su Canale 5 dal 10 giugno al 13 settembre 2019 in day-time.

## Trama
Nazlı Pınar è una giovane cuoca che studia all'università e frequenta corsi di lingua giapponese, per poter aprire il suo ristorante e realizzare il suo sogno. Abita in un appartamento con la sorella Asuman e con Fatoş, sua amica. Non essendo nelle condizioni economiche migliori, Nazli si mette alla ricerca di un lavoro e riesce a trovarlo nella casa di Ferit Aslan, un ricco uomo d'affari che la assume come chef personale. Qui conosce il piccolo Bulut, nipote di Ferit, con cui instaurerà un legame così importante tanto da capovolgere tutta la sua vita. Tuttavia a mettere zizzania tra i due saranno Hakan e Demet Önder, due coniugi che, dopo aver ucciso in un incidente stradale i genitori di Bulut, chiedono il suo affidamento per ottenere una modesta percentuale di azioni della Pusula Holding, azienda di cui Ferit è socio. La storia tra Nazli e Ferit è però affiancata dalla vita degli altri personaggi: il triangolo d'amore tra Fatoş, Engin e Tarık, i litigi e le incomprensioni, le minacce tra Hakan e Demet, e la vita di Deniz, il quale è il fidanzato di Alya, per poi essere innamorato pazzo di Nazlı ed infine compagno di Asuman.

## Puntate
| Stagione       | Puntate | Puntate | Prima TV | Prima TV |
| Stagione       | Turchia | Italia  | Turchia  | Italia   |
| -------------- | ------- | ------- | -------- | -------- |
| Prima stagione | 26      | 80      | 2017     | 2019     |

## Personaggi e interpreti
- Nazmiye "Nazlı" Pınar, interpretata da Özge Gürel, doppiata da Gaia Bolognesi.
- Ferit Aslan, interpretato da Can Yaman, doppiato da Daniele Giuliani.
- Deniz Kaya, interpretato da Hakan Kurtaş, doppiato da Davide Albano.
- Fatoş, interpretata da Öznur Serçeler, doppiata da Ughetta d'Onorascenzo.
- Asuman Pınar, interpretata da İlayda Akdoğan, doppiata da Sara Labidi.
- Engin Kavaklıoğlu, interpretato da Balamir Emren, doppiato da Massimo Triggiani.
- Bulut Kaya, interpretato da Alihan Türkdemir, doppiato da Lorenzo Virgilli.
- Hakan Önder, interpretato da Necip Memili, doppiato da Francesco De Francesco.
- Demet Kaya, interpretata da Alara Bozbey, doppiata da Benedetta Degli Innocenti.
- Alya, interpretata da Turku Turan, doppiata da Joy Saltarelli.
- Tarik Avi, interpretato da Berk Yaygın, doppiato da Raffaele Carpentieri.
- Zeynep Aslan, interpretata da Irmak Unal.
- Demir Kaya, interpretato da Mert Yavuzcan.
- Signora Ikbal Hanim, interpretata da Özlem Türay.
- Manami, interpretata da Ayumi Takano, doppiata da Jun Ichikawa.
- Leman Aslan, interpretata da Yesim Gul Aksar.
- Pelin Turan, interpretata da Minel Üstüner, doppiata da Valentina Favazza.
- Melis, interpretata da Gamze Aydoğdu.
- Bekir, interpretato da Emre Kentmenoğlu.

## Distribuzione
| Paese              | Rete televisiva     | Titolo locale                      | Prima TV locale  |
| ------------------ | ------------------- | ---------------------------------- | ---------------- |
| Turchia            | Star TV             | Dolunay                            | 4 luglio 2017    |
| Bulgaria           | Diema Family        | Горчиво и Сладко                   | 2 giugno 2018    |
| Romania            | Pro 2               | Dulce-amărui (Bitter-sweet)        | 15 febbraio 2019 |
| Italia             | Canale 5            | Bitter Sweet - Ingredienti d’amore | 10 giugno 2019   |
| Spagna             | Divinity            | Dolunay                            | settembre 2019   |
| Filippine          | GMA                 | Taste of Love                      | 18 novembre 2019 |
| Georgia            | Imedi Media Holding | Cooker - მზარეული                  | 18 novembre 2019 |
| Macedonia del Nord | sitel               | Full Moon - Полна Месечина         | 28 dicembre 2019 |
| Albania            | Jolly HD            | Hëna e plotë                       | 2019             |

## Riconoscimenti
- Pantene Golden Butterfly Awards
  - 2017: Candidatura come Miglior serie televisiva di commedia romantica a Yagmur Ünal
  - 2017: Candidatura come Miglior attore bambino ad Alihan Türkdemir
  - 2018: Candidatura come Miglior serie televisiva di commedia romantica a Yagmur Ünal
  - 2018: Candidatura come Miglior attrice in una commedia romantica a Özge Gürel